# Aetna Estates
Aetna Estates es un lugar designado por el censo ubicado en el condado de Arapahoe en el estado estadounidense de Colorado. En el Censo de 2010 tenía una población de 834 habitantes y una densidad poblacional de 3.955,91 personas por km².

## Geografía
Según la Oficina del Censo de los Estados Unidos, Aetna Estates tiene una superficie total de 0.34 km², todos ellos correspondientes a tierra firme.

## Demografía
Según el censo de 2010, había 834 personas residiendo en Aetna Estates. La densidad de población era de 3.955,91 hab./km². De los 834 habitantes, Aetna Estates estaba compuesto por el 77.94% blancos, el 2.64% eran afroamericanos, el 2.16% eran amerindios, el 0.72% eran asiáticos, el 0% eran isleños del Pacífico, el 10.79% eran de otras razas y el 5.76% pertenecían a dos o más razas. Del total de la población el 31.29% eran hispanos o latinos de cualquier raza.